# PDC World Youth Championship
Die PDC World Youth Championship sind die offiziellen Jugendweltmeisterschaften im Dartsverband der PDC. Sie wird seit 2011 jährlich ausgetragen. 
Das Turnier wird auch als U-23 Weltmeisterschaft bezeichnet, da jeder Spieler teilnahmeberechtigt ist, der zum Start der Qualifikationsphase für die World Youth Championship nicht älter als 23 ist. Diese Regelung besteht seit 2015, von 2011 bis 2014 war das Alter auf 21 begrenzt. 
Amtierender Jugendweltmeister ist Gian van Veen.

## Finalpaarungen
| Jahr | Gewinner              | Ergebnis | Gegner               | Datum             | Austragungsort            |
| ---- | --------------------- | -------- | -------------------- | ----------------- | ------------------------- |
| 2011 | Arron Monk            | 6:4      | Michael van Gerwen   | 3. Januar 2011    | Alexandra Palace, London  |
| 2012 | James Hubbard         | 6:3      | Michael van Gerwen   | 17. Mai 2012      | O₂ Arena, London          |
| 2013 | Michael Smith         | 6:1      | Ricky Evans          | 16. Mai 2013      | O₂ Arena, London          |
| 2014 | Keegan Brown          | 6:4      | Rowby-John Rodriguez | 22. Mai 2014      | O₂ Arena, London          |
| 2015 | Max Hopp              | 6:5      | Nathan Aspinall      | 29. November 2015 | Butlin’s Resort, Minehead |
| 2016 | Corey Cadby           | 6:2      | Berry van Peer       | 27. November 2016 | Butlin’s Resort, Minehead |
| 2017 | Dimitri Van den Bergh | 6:3      | Josh Payne           | 26. November 2017 | Butlin’s Resort, Minehead |
| 2018 | Dimitri Van den Bergh | 6:3      | Martin Schindler     | 25. November 2018 | Butlin’s Resort, Minehead |
| 2019 | Luke Humphries        | 6:0      | Adam Gawlas          | 24. November 2019 | Butlin’s Resort, Minehead |
| 2020 | Bradley Brooks        | 6:5      | Joe Davis            | 29. November 2020 | Ricoh Arena, Coventry     |
| 2021 | Ted Evetts            | 6:4      | Nathan Rafferty      | 28. November 2021 | Butlin’s Resort, Minehead |
| 2022 | Josh Rock             | 6:1      | Nathan Girvan        | 27. November 2022 | Butlin’s Resort, Minehead |
| 2023 | Luke Littler          | 6:4      | Gian van Veen        | 26. November 2023 | Butlin’s Resort, Minehead |
| 2024 | Gian van Veen         | 6:5      | Jurjen van der Velde | 24. November 2024 | Butlin’s Resort, Minehead |